# Wesley Guimarães
Wesley Guimarães (Salvador, 7 de outubro de 1995), é um ator brasileiro. Ficou conhecido pelo papel de Isac na série original da Netflix Cidade Invisível.

## Biografia
Nascido em Salvador, Wesley encontrou a arte em 2006 com o trabalho voluntário realizado por Mônica Sansil, e em 2007 começou a se apresentar com o grupo TOPA em paróquias locais, onde pela primeira vez subiu em um palco de teatro. Em 2008, o jovem, que cada vez mais se entendia como ator, teve a oportunidade de viajar em prol da arte e monetizar na atividade que o contemplava e gravar seu primeiro longa chamado Trampolim do Forte, dirigido por João Rodrigo. No ano de 2012, retornou às telonas com João e Vandinha, filme de Aurélio Grimaldi. Em 2018, Tungstênio foi o terceiro filme do ator.
Em 2019, interpretou o personagem Marcel, na série brasileira da Netflix Irmandade. Em 2021, interpretou o personagem Isac em outra série da Netflix, Cidade Invisível.
Em 2020, durante a pandemia Wesley interpretou o personagem João, no curta metragem Quantos Mais? do diretor Spike Luu. O filme estreou em Agosto de 2021, circulou por mais de 20 países e trouxe um enorme destaque para o ator, que foi indicado e premiado, como melhor ator, em diversos festivais, dos mais de 130 que já percorreu. Em 2023 o filme foi um dos indicados ao Grande Prêmio do Cinema Brasileiro na categoria de melhor curta metragem de ficção.

## Filmografia

### Televisão
| Ano  | Titulo           | Papel     | Notas     |
| ---- | ---------------- | --------- | --------- |
| 2019 | Irmandade        | Marcel    | Principal |
| 2021 | Cidade Invisível | Isac/Saci | Principal |

### Cinema
| Ano  | Titulo             | Papel | Notas      |
| ---- | ------------------ | ----- | ---------- |
| 2010 | Trampolim do Forte | Mingo | Recorrente |
| 2012 | João e Vandinha    | -     | Recorrente |
| 2018 | Tungstênio         | Cajú  | Principal  |
| 2021 | Quantos Mais?      | João  | Principal  |

## Prêmios e indicações
| Ano  | Prêmio                             | Categoria                                           | Indicação        | Resultado |
| ---- | ---------------------------------- | --------------------------------------------------- | ---------------- | --------- |
| 2022 | Prêmio Platino                     | Melhor Interpretação Masculina Coadjuvante em Série | Cidade Invisível | Indicado  |
| 2022 | Festival de Cinema de Caruaru      | Melhor Ator                                         | Quantos Mais?    | Venceu    |
| 2023 | Grande Prêmio do Cinema Brasileiro | Melhor Curta Metragem de Ficção                     | Quantos Mais?    | Indicado  |